# Пятков, Виктор Евгеньевич
Виктор Евгеньевич Пятков (1929—2008) — советский нефтяник, оператор по добыче нефти и газа в нефтепромысловом управлении «Октябрьскнефть». Герой Социалистического Труда (1981). Отличник нефтедобывающей промышленности СССР (1970). Делегат XXVI съезда КПСС.

## Биография
Виктор Евгеньевич Пятков родился 5 ноября 1929 года в д. Сергеевка Белебеевского кантона БАССР (Буздякский район РБ).
В 1961 году окончил школу рабочей молодежи. Член коммунистической партии с 1963 года..
Место работы: c 1945 года — столяр Башкирского завода дубильных экстрактов, в 1946—1950 году — резчик металла на УМЗ, с 1955 года — столяр СМУ № 15 в г.Туймазы, с 1956 года — оператор по добыче нефти и газа в нефтепромысловом управлении «Октябрьскнефть», в 1965—1989 году — работал в НГДУ «Юганскнефть» (Тюменская обл.).
Принимал участие в разработке Усть-Балыкского месторождения нефти.
Указом Президиума Верховного Совета СССР от 2 марта 1981 года за выдающиеся производственные достижения, досрочное выполнение заданий десятой пятилетки и социалистических обязательств, проявленную трудовую доблесть Пяткову Виктору Евгеньевичу присвоено звание Героя Социалистического Труда с вручением ордена Ленина и золотой медали «Серп и Молот».
Кандидат в члены ЦК КПСС с 1981 по 1986 годы. Был членом Тюменского обкома КПСС.
Скончался 3 сентября 2008 года в г. Нефтеюганск. Похоронен на кладбище Нефтеюганска.

## Награды и звания
- Герой Социалистического Труда (1981)
- Два ордена Ленина (1971, 1981)